# مزدا لاپوتا
مزدا لاپوتا (Mazda Laputa) خودرویی است که در سال‌های ۱۹۹۹ تا ۲۰۰۶تولید شده‌است.
این خودرو در کلاس خودرو کی قرار گرفته، است.
موتور آن ۶۵۹ سی‌سی است.